# فلاینگ فیش کاو

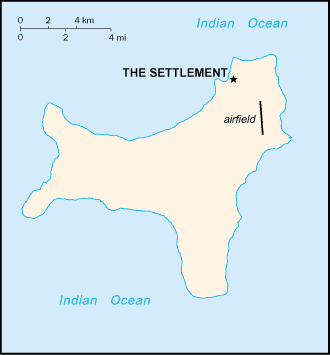
نقشه جزیره کریسمس

فلایینگ فیش کوو (انگلیسی: Flying Fish Cove)، به معنای «پناهگاه ماهی پرنده»، پایتخت جزیره کریسمس استرالیا در جنوب شرقی آسیا واقع در اقیانوس هند است.
این منطقه در سال ۱۸۸۸ ضمیمه پادشاهی بریتانیا شد. بسیاری از نقشه‌ها این منطقه را (The Settlement) می‌نامد.
حدود ۱۶۰۰ نفر در این منطقه ساکن هستند. حمل و نقل در بندرگاه با قایق انجام می‌شود و سواحل در صورت آرام بودن شرایط اقیانوس، برای غواصی نیز مناسب است.